# CSI: Crime Scene Investigation (videojuego)
CSI: Crime Scene Investigation en un videojuego basado en la serie de televisión de la CBS CSI: Crime Scene Investigation. El juego fue desarrollado por 369 Interactive, publicado por Ubisoft y fue lanzado para PC en 2003. También fue publicado para Mac por Aspyr.
Este juego, como CSI: Dark Motives, CSI: 3 Dimensions of Murder y CSI: Miami, sigue un patrón distinto de cinco casos, con el quinto caso atando los cuatro anteriores.

## Los casos

### Caso 1: Inn and Out
Investigar un asesinato de una corista con Gil Grissom.

### Caso 2: Light my Fire
Investigar un incendio en la casa de una diseñadora de la aviación. Usted trabaja con Sara Sidle.

### Caso 3: Garvey's Beat
Usted y Nick Stokes investigan el asesinato de un policía oficial.Entre todo deberás llevar tu propio material.

### Caso 4: More Fun than a Barrel of Corpses
Una llamada extraña al laboratorio lleva a un descubrimiento de un cuerpo femenino. La mujer es la hija de un propietario de un casino. Usted trabaja con Warrick Brown.

### Caso 5: Leda's Swan Song
Grissom desaparece después de haber sido llamado a una escena del crimen anterior. Y el asesino última vez que detenido en el caso anterior está empezando a cantar su victoria. Trabajas con Catherine Willows de descubrimiento de la relación entre el sospechoso, Grissom y otra víctima que pensó que había resuelto la muerte.